# Loloru
Loloru és un volcà en escut piroclàstic situat a la regió sud de l'illa de Bougainville, al nord-est de Papua Nova Guinea. El cim, que s'eleva fins als 1.887 msnm, consta de dues calderes unides i un dom de lava d'andesita, amb un llac de cràter en forma de mitja lluna al costat est de la caldera. El Loloru està construït dins caldera Laluai del Pleistocè de 10 x 15 km. La darrera erupció explosiva va tenir lloc fa uns 3.000 anys.